# Bill Smitrovich
William Stanley Zmitrowicz Jr. (Bridgeport, 16 maggio 1947) è un attore statunitense.

## Biografia
Nato nel Connecticut, figlio di Anna Wojna e dell'utensilista Stanley William Zmitrowicz, suo padre morì quando aveva 18 anni.
Dal 1985 è sposato con Shaw Purnell, dalla quale ha avuto due figli, Alexander John e Maya Christina.
Attivo soprattutto in televisione, a partire dagli anni ottanta ha partecipato a svariate serie televisive, tra le quali Crime Story e Una famiglia come le altre. Nel 1996 è nel cast di Millennium, serie TV ideata da Chris Carter. Dal 2001 ha interpretato l'ispettore Cramer nelle due stagioni di Nero Wolfe e l'assistente procuratore Kenneth Walsh in The Practice - Professione avvocati.
Spesso nei panni di personaggi con ruoli militari, tra i film ha preso parte a Independence Day, Air Force One e Thirteen Days.

## Filmografia

### Cinema
- Splash - Una sirena a Manhattan (Splash), regia di Ron Howard (1984)
- Maria's Lovers, regia di Andrej Končalovskij (1984)
- Unico indizio la luna piena (Silver Bullet), regia di Dan Attias (1985)
- I 5 della squadra d'assalto (Band of the Hand), regia di Paul Michael Glaser (1986)
- Manhunter - Frammenti di un omicidio (Manhunter), regia di Michael Mann (1986)
- Alibi seducente (Her Alibi), regia di Bruce Beresford (1989)
- Faccia di rame (Renegades), regia di Jack Sholder (1989)
- Pubblifollia - A New York qualcuno impazzisce (Crazy People), regia di Tony Bill (1990)
- Due vite al massimo (Teenage Bonnie and Klepto Clyde), regia di John Shepphird (1993)
- Legame di sangue (Bodily Harm), regia di James Lemmo (1995)
- Minuti contati (Nick of Time), regia di John Badham (1995)
- The Phantom, regia di Simon Wincer (1996)
- Independence Day, regia di Roland Emmerich (1996)
- Effetto black out (The Trigger Effect), regia di David Koepp (1996)
- L'agguato - Ghosts from the Past (Ghosts of Mississippi), regia di Rob Reiner (1996)
- Air Force One, regia di Wolfgang Petersen (1997)
- Ali bruciate (Around the Fire), regia di John Jacobsen (1998)
- Thirteen Days, regia di Roger Donaldson (2000)
- In campo per la vittoria (The Game of Their Lives), regia di David Anspaugh (2005)
- The Contract, regia di Bruce Beresford (2006)
- The Last Lullaby, regia di Jeffrey Goodman (2008)
- Iron Man, regia di Jon Favreau (2008)
- Flash of Genius, regia di Marc Abraham (2008)
- Eagle Eye, regia di D. J. Caruso (2008)
- Sette anime (Seven Pounds), regia di Gabriele Muccino (2008)
- The Rum Diary - Cronache di una passione (The Rum Diary), regia di Bruce Robinson (2011)
- Ted, regia di Seth MacFarlane (2012)
- The November Man, regia di Roger Donaldson (2014)
- Ted 2, regia di Seth MacFarlane (2015)
- Joker: Folie à Deux, regia di Todd Phillips (2024)

### Televisione
- Miami Vice – serie TV, episodi 1x01-2x01 (1984-1985)
- Crime Story - Le strade della violenza (Crime Story), regia di Abel Ferrara – film TV (1986)
- Crime Story – serie TV, 30 episodi (1986-1988)
- Una famiglia come le altre (Life Goes On) – serie TV, 83 episodi (1989-1993)
- NYPD - New York Police Department (NYPD Blue) – serie TV, episodi 2x06-12x20 (1994-2005)
- Star Trek: Deep Space Nine – serie TV, episodi 3x11-3x12 (1995)
- Texas Justice, regia di Dick Lowry – film TV (1995)
- La signora in giallo (Murder, She Wrote) – serie TV, episodio 12x10 (1995)
- Millennium – serie TV, 11 episodi (1996-1997)
- Il tocco di un angelo (Touched by an Angel) – serie TV, 1 episodio (1997)
- The '60s – miniserie TV (1999)
- Oltre i limiti (The Outer Limits) – serie TV, episodio 5x17 (1999)
- A prova di errore (Fail Safe), regia di Stephen Frears – film TV (2000)
- Nash Bridges – serie TV, episodi 6x20-6x21-6x22 (2001)
- Nero Wolfe (A Nero Wolfe Mystery) – serie TV, 25 episodi (2001-2002)
- The Practice - Professione avvocati (The Practice) – serie TV, 23 episodi (2001-2004)
- Senza traccia (Without a Trace) – serie TV, 8 episodi (2004-2008)
- 24 – serie TV, episodio 4x12 (2005)
- Numb3rs – serie TV, episodio 1x12 (2005)
- Mrs. Harris, regia di Phyllis Nagy – film TV (2005)
- Law & Order - Unità vittime speciali (Law & Order: Special Victims Unit) – serie TV, episodio 7x05 (2005)
- Law & Order - I due volti della giustizia (Law & Order) – serie TV, episodio 16x12 (2006)
- Criminal Minds – serie TV, episodi 2x14-2x15 (2007)
- Brothers & Sisters - Segreti di famiglia (Brothers & Sisters) – serie TV, episodio 2x03 (2007)
- Desperate Housewives – serie TV, episodio 4x16 (2008)
- Boston Legal – serie TV, episodio 6x09 (2008)
- Castle – serie TV, episodio 1x05 (2009)
- The Event – serie TV, 15 episodi (2010-2011)
- Harry's Law – serie TV, episodio 2x11 (2012)
- CSI: NY – serie TV, episodio 9x09 (2012)
- Californication – serie TV, episodio 6x10 (2013)
- Intelligence – serie TV, episodio 1x04 (2014)
- Rake – serie TV, episodi 1x01-1x09-1x10 (2014)
- The Last Ship – serie TV, episodi 1x09-1x10 (2014)
- Due uomini e mezzo (Two and a Half Men) – serie TV, episodio 12x11 (2015)
- Grey's Anatomy – serie TV, episodio 12x10 (2016)
- Dynasty – serie TV, episodio 01x09 (2017)
- Penny Dreadful: City of Angels – serie TV, episodio 1x02 (2020)

## Doppiatori italiani
Nelle versioni in italiano delle opere in cui ha recitato, Bill Smitrovich è stato doppiato da:
- Saverio Moriones in Una famiglia come le altre, Texas Justice, La signora in giallo, The Rum Diary - Cronache di una passione, CSI: NY
- Paolo Buglioni in Pubblifollia - A New York qualcuno impazzisce, Due vite al massimo, Nero Wolfe, Rake
- Bruno Alessandro in Eagle Eye, Criminal Minds, Californication
- Dario Penne in Thirteen Days, Castle, Intelligence
- Paolo Lombardi in The Phantom, Grey's Anatomy, Penny Dreadful: City of Angels
- Luciano De Ambrosis in Faccia di rame, Senza traccia
- Renato Cortesi in L'agguato - Ghosts from the Past, 24
- Angelo Nicotra in Sette anime, The Event
- Gianni Giuliano in Flash of Genius, The Last Ship
- Michele Kalamera in Numb3rs, Mrs. Harris
- Manlio De Angelis in Unico indizio la luna piena
- Vincenzo Ferro in Alibi seducente
- Elio Zamuto in Star Trek: Deep Space Nine
- Carlo Sabatini in Millennium
- Wladimiro Grana in Independence Day
- Sergio Fiorentini in Effetto black out
- Giorgio Piazza in Air Force One
- Saverio Indrio in Ali bruciate
- Stefano Mondini in The Practice - Professione avvocati
- Ambrogio Colombo in Law & Order - Unità vittime speciali
- Dario De Grassi in Brothers & Sisters - Segreti di famiglia
- Luca Biagini in Desperate Housewives
- Sergio Lucchetti in Due uomini e mezzo
- Rodolfo Bianchi in The November Man
- Stefano De Sando in Dynasty
- Gaetano Lizzio in Magnum P.I.
- Carlo Valli in Joker: Folie à Deux
- Gianluca Machelli in Crime Story - Le strade della violenza (ridoppiaggio)